# Olivier Fugen
Pour les articles homonymes, voir Fugen.
Olivier Fugen est un footballeur français né le 17 octobre 1970 à Nice (Alpes-Maritimes). Il évoluait au poste de défenseur.

## Biographie
Ce niçois de grande taille (1 mètre 84 pour 70 kg) est un pur produit de l'OGC Nice avec lequel il remporte la Coupe de France en 1997. 
Il termine sa carrière à Troyes en 2001.
Au total, Olivier Fugen dispute 78 matchs en Division 1 et 80 matchs en Division 2.
Il a mis sur pied une association venant en aide aux enfants atteints d'autisme et à leurs parents. Cette association bénéficie d'une exposition médiatique grâce à l'OGC Nice (ancien club d'Olivier Fugen) qui donne la possibilité de donner le coup d'envoi fictif d'une ou deux rencontres par saison et de bénéficier d'une légère surcharge sur le prix des places (dernier exemple en date, rencontre Nice - Caen du 2 mai 2015, où le coup d'envoi fut donné par un jeune autiste et un montant de un euro (1€) prélevé par billet).

## Carrière de joueur
- 1991-1998 : OGC Nice
- 1998-2001 : ES Troyes AC[1]

## Palmarès
- Champion de France de Division 2 en 1994 avec l'OGC Nice
- Vainqueur de la Coupe de France 1997 avec l'OGC Nice